# Pilot Pen Tennis 2006
Die Pilot Pen Tennis 2006 waren ein Tennisturnier der WTA Tour 2006 für Damen und ein Tennisturnier der ATP Tour 2006 für Herren in New Haven, welches vom 18. bis zum 27. August 2006 stattfand.